# Liège repülőtér
A Liège repülőtér (IATA: LGG, ICAO: EBLG) (más néven Aéroport de Liège) nemzetközi repülőtér a belgiumi Liège-ben. Éves utasforgalma 166 898 fő (2022).
2006-ban a Liège repülőtér volt Európa nyolcadik legforgalmasabb repülőtere a teherszállítás viszonylatában, ez a repülőtér a TNT Airways központja és legfontosabb csomópontja. A legújabb utasterminált 2005-ben adták át.

## Légitársaságok és úticélok
| Légitársaság    | Célállomások |
| --------------- | --- |
| TUI fly Belgium | Alicante, Gran Canaria, Kayseri, Málaga, Tenerife–South Szezonális: Antalya, Djerba, Enfidha, Heraklion, Izmir, Kos, Oujda, Palma de Mallorca, Rhodes, Tangier, Tétouan |

## Futópályák
A repülőtér futópályái:
- 05R/23L (3700 m, 45 m, aszfalt)
- 05L/23R (2340 m, 45 m, aszfalt)

## Forgalom
Az utasforgalom az elmúlt években az alábbi módon változott:
| Utasok száma | 172 938 | 206 798 | 206 906 | 307 489 | 356 782 | 303 524 | 299 427 | 192 381 | 36 515 | 175 606 |
|              | 1998    | 2001    | 2004    | 2006    | 2009    | 2012    | 2015    | 2017    | 2020   | 2023    |